# Wülknitz
Wülknitz je obec v německé spolkové zemi Sasko. Nachází se v zemském okrese Míšeň a má přibližně 1 600 obyvatel.

## Historie
První písemná zmínka o vesnici pochází z roku 1262, kdy je zmiňován jistý Heinricus de Wilkeniz. V roce 1994 se k Wülknitz připojily do té doby samostatné obce Lichtensee, Peritz a Streumen.

## Přírodní poměry
Wülknitz leží severovýchodně od velkého okresního města Riesa v saském zemském okrese Míšeň. Krajina je rovinatá, málo lesnatá, zemědělsky využívaná. Severní částí území obce, kde se nachází několik větších rybníků, protéká řeka Kleine Röder. Místní částí Streumen prochází vodní kanál Elsterwerda-Grödel-Floßkanal. Vesnicí prochází železniční trať Zeithain–Elsterwerda, na které leží nádraží Wülknitz a zastávka Tiefenau.

## Správní členění
Wülknitz se dělí na 6 místních částí:
- Heidehäuser
- Lichtensee
- Peritz
- Streumen
- Tiefenau
- Wülknitz

## Pamětihodnosti
- kostely v Lichtensee a Streumen z konce 15. století
- barokní zámecká kaple v Tiefenau